# Bregovi (Tutin)
Bregovi (Servisch cyrillisch Брегови) is een plaats in de Servische gemeente Tutin. De plaats telt 57 inwoners (2002).